# Orkiestra Straży Zamkowej i Policji Republiki Czeskiej
Orkiestra Straży Zamkowej i Policji Republiki Czeskiej (cz. Hudba Hradní stráže a Policie České republiky, HHS a PČR) – funkcjonująca w ramach Policji Republiki Czeskiej orkiestra reprezentacyjna Policji i Gwardii Zamkowej. Jej dowódcą (głównym dyrygentem) jest płk. Vaclav Blahunek.

## Historia
Orkiestra powstała w 1945 roku. Od 1953 podlegała Ministerstwu Spraw Wewnętrznych jako Ústřední hudbou Ministerstva vnitra i zaczęła pełnić funkcję orkiestry reprezentacyjnej Gwardii Zamkowej. Nazwę Hudba Hradní stráže a Policie ČR przyjęła w 1990 roku.
Orkiestra odpowiada za oprawę muzyczną podczas wszelkich uroczystości na Zamku na Hradczanach oraz w Lánach i wraz z Gwardią Zamkową pełni funkcje reprezentacyjne podczas wizyt państwowych i akredytacji ambasadorów. Reprezentuje również Policję Republiki Czeskiej podczas uroczystości organizowanych przez Ministerstwo Spraw Wewnętrznych i Policję.
Orkiestra gościła również na wielu festiwalach oraz organizowała wiele koncertów w znanych miejscach Czech Pragi. Poza tym, od 1995 co dwa lata organizuje  FESTPOL, tj. międzynarodowy festiwal orkiestr i chórów policyjnych, w którym udział biorą zespoły policyjne z całego świata.
Orkiestra zorganizowała również wiele tras koncertowych, podczas których odwiedzili aż 20 państw świata. Najczęściej organizowane są trasy po Włochach, gdzie orkiestra od 1988 roku gościła już 10 razy. W maju 2015 roku orkiestra zagrała koncert w Watykanie i byli obecni podczas audiencji generalnej.
Orkiestra nagrała też ponad 20 albumów i tyle samo płyt LP.
Stale w skład orkiestry wchodzi trzech dyrygentów: płk. Vaclav Blahunek (dowódca), płk. Jiří Kubík i płk. Jan Zástěra.